# Уракова, Мария Андреевна
Мария Андреевна Уракова (род. 25 января 1989, Волгоград) — российская боксёрша. Чемпионка Европы 2018 года. Двукратная чемпионка России (2018, 2020). Член сборной России по боксу. Чемпионка Кубка России в 2017 году. Призёр военных олимпийский игр в 2019 году в городе Ухань Китай.

## Карьера
Мария Уракова заниматься боксом начала в родном Волгограде в 18 лет.
С 2017 года Мария представляет Чукотский автономный округ (г. Анадырь) и команду ЦСКА. Тренируется под руководством Д. А. Кожуха (Чукотский АО) и М. А. Чудакова (ЦСКА).
Серебряный (2012 — до 69 кг; 2013 — до 75 кг; 2015, 2016 — до 81 кг) и серебряный  (2017 — до 81 кг) призер чемпионатов России.
В 2017 году, в городе Сыктывкар, она выиграла Кубок России в весовой категории до 81 кг.
В 2018 году, в городе Улан-Удэ, она выиграла чемпионат России в весовой категории до 81 кг.
На чемпионате Европы 2018 года Уракова одержала победу во всех своих поединках и завоевала титул чемпионки Европы. В финале состязаний в категории Маша Уракова взяла верх над турчанкой Элиф Гюнери. Победа россиянке была присуждена раздельным решением судей.
Приказом министра спорта РФ № 150-нг от 30 октября 2018 года Марии присвоено спортивное звание Мастер спорта России международного класса .
На 10-м чемпионате мира по боксу среди женщин в Индии в поединке 1-го раунда (1/8 финала) 18 ноября 2018 года Мария в 3-м раунде была дисквалифицирована за опасное движение головой, и победа была присуждена спортсменке из Польши Агате Качмарской. Таким образом, она завершила выступление на мировом первенстве.
Выступает за ЦСКА. Имеет воинское звание «прапорщик».
В 2019 году награждена медалью «За укрепление боевого содружества».